# Thiaville-sur-Meurthe
Thiaville-sur-Meurthe es una comuna francesa situada en el departamento de Meurthe y Mosela, en la región del Gran Este.

## Demografía
| 418 | 421 | 470 | 560 | 577 | 537 | 594 |
| Para los censos de 1962 a 1999 la población legal corresponde a la población sin duplicidades (Fuente: INSEE [Consultar]) |     |     |     |     |     |     |